# The Madman's Return
The Madman's Return é o segundo álbum de estúdio do grupo musical Snap!, que foi lançado em 1992.

## Faixas
1. "Madman's Return" - 4:35 (Durron Butler)
2. "Colour Of Love" - 5:32 (Butler, Penny Ford, Thea Austin)
3. "Believe In It" - 5:08 (Benites, Garrett III, Austin, Butler)
4. "Who Stole It?" - 5:10 (Butler)
5. "Don't Be Shy" - 4:38 (Butler, Benites, Garrett III)
6. "Rhythm Is a Dancer" - 5:32 (Austin, Benites, Garrett III)
7. "Money" - 5:12 (Butler)
8. "See The Light" - 5:45 (Butler, Ford, Austin)
9. "Ex-Terminator" - 5:24 (Benites, Garrett III)
10. "Keep It Up" - 4:05
11. "Homeboyz" - 6:37
12. "Sample City" - 1:08